# Kelly LeBrock
Kelly Marie LeBrock (Nova Iorque, 24 de março de 1960) é uma modelo e atriz norte-americana.
É mais conhecida pelos filmes The Woman in Red (A Dama de Vermelho) e Weird Science (Mulher Nota 1000). Foi casada de 1987 a 1996 com o ator Steven Seagal, com quem teve três filhos: Annaliza (nascida em 1987), Dominic (1990) e Arissa (1993).